# Almis Marmoucha
Almis Marmoucha (franska: Almis Marmoucha (CR), Almis Marmoucha (Commune Rurale), arabiska: مركز باب برد) är en kommun i Marocko.   Den ligger i provinsen Boulemane och regionen Fès-Meknès, i den nordöstra delen av landet, 260 km öster om huvudstaden Rabat. Antalet invånare är 2 698.